# MH 101. Szigetvári Zrínyi Miklós Vegyes Tüzérdandár
A Magyar Honvédség 101. Szigetvári Zrínyi Miklós Vegyes Tüzérdandár a Magyar Honvédség utolsó tüzérdandárja volt, ami 2004-ben került felszámolásra.

## Története
Az alakulat jogelődje, a MN 101. Tüzérezred Orosházán jött létre 1958-ban. Az 56-os forradalom és szabadságharcot követően a Magyar Néphadsereget újjá kellett szervezni. Alakulatok lett átdiszlokálva az ország egyik végéből a másikba, illetve új alakulatok jöttek létre.
1963-ban a 9. Gépkocsizó Lövészhadosztály közvetlen tüzér alakulata lett a 101. Tüzérezred és Pécsett a Bajcsy-Zsilinszky Endre Laktanyában lett elhelyezve.
A sorozatvető tüzérosztály 1969-ben állt fel BM-21-es harci gépekkel, ami nagy tűzgyorsasága miatt kiváló tüzérségi hadi eszköznek bizonyult a szimulált hadgyakorlatokon.
A következő nagy jelentőségű fejlesztést az 1975-ben beszerzésre került D-20-as ágyútarackok adták.
Az 1987-es RUBIN-feladat értelmében tüzérdandárrá alakult. A megszűnő tüzérezredektől átvett technika és személyzetet követően 2 db sorozatvető és 4 db ágyútarackos tüzérosztállyal rendelkezett.
1990-ben átköltözésre kényszerült Pécsvárosának másik laktanyájába a Zrínyi Miklós nevét viselőbe, mert a kertvárosi Bajcsy laktanyát bezárták a MN 22. Gépesített Lövészezred felszámolása után.
Ugyan ebben az évben vette fel Szigetvár hős védőjének nevét és lett MH 101. Szigetvári Zrínyi Miklós Tüzérdandár.
1997-ben a MH 5. Csobánc Sorozatvető Tüzérezredet felszámolásra ítélték. A BM-21-es harcigépek egy részét a pécsi 101. Tüzérdandár átvette. Kialakításra került egy "M"-szervezetű sorozatvetős tüzérosztály.
2000-ben hivatalosan is átnevezésre került, mint MH 101. Szigetvári Zrínyi Miklós Vegyes Tüzérdandár.
2001-ben a kaposvári 2. Gépesített Hadosztály megszűnésével a MH Szárazföldi Parancsnokságközvetlen alakulata lett. A Marcaliban lévő MH 44. Tóth Ágoston Tüzérdandár és ceglédi MH 10. Dózsa György Tüzérdandár felszámolását követően a Magyar Honvédség utolsó tüzéralakulata lett rövid időre.
Vesztét az okozta, hogy a Magyar Honvédség területvédelemről az olcsóbban fenntartható missziós feladatokra specializálódott haderőre tért át.
A végnap 2004. szeptember 30-án következett be amikor az alakulat megszüntetésre került. Jogutódja a MH 25. Klapka György Lövészdandár lett.
Utolsó parancsnoka Lőrincz Miklós ezredes volt.
Napjainkban az említett lövészdandár 25/101. Ágyútarackos Tüzérosztálya jelképezi a hajdani dicső magyar hadtörténelem utolsó tüzér alakulatát 12 db D-20-as ágyútarackkal.
A város szélén álló egykori Zrínyi Miklós Laktanyát 2009-ben eladták majd 1 éven belül elkezdték az épületeket lebontani, a mai napig még pár darab mementónak megmaradt emlékezve Pécs katonai múltjára.

## Szervezeti felépítés
- Vezető szervek

- Harcbiztosító alegységek
  - Törzstámogató üteg
  - Felderítő üteg (rádió raj, híradó raj, rádiólokátor szakasz 4 darab SZNÁR-10, felderítő szakasz, hangfelderítő szakasz)
  - Híradó század
  - Műszaki század
  - Informatikai központ

- Harcoló alegységek
  - 4 darab ágyútarackos tüzérosztály, osztályonként 1 darab törzsüteg (törzsszakasz, logisztikai szakasz), 2+1 (M szervezet) darab á.tar.üteg (parancsnokság, tűzvezető raj, bemérő raj, lőszer szállító raj, 2 darab tűzszakasz 4+4 löveg)
  - 2 darab sorozatvető osztály, osztályonként 1 darab törzsüteg (törzsszakasz, logisztikai szakasz), 2 darab sv.üteg (parancsnokság, tűzvezető raj, bemérő raj, lőszer szállító raj, 2 darab tűzszakasz 4+4 harci gép)

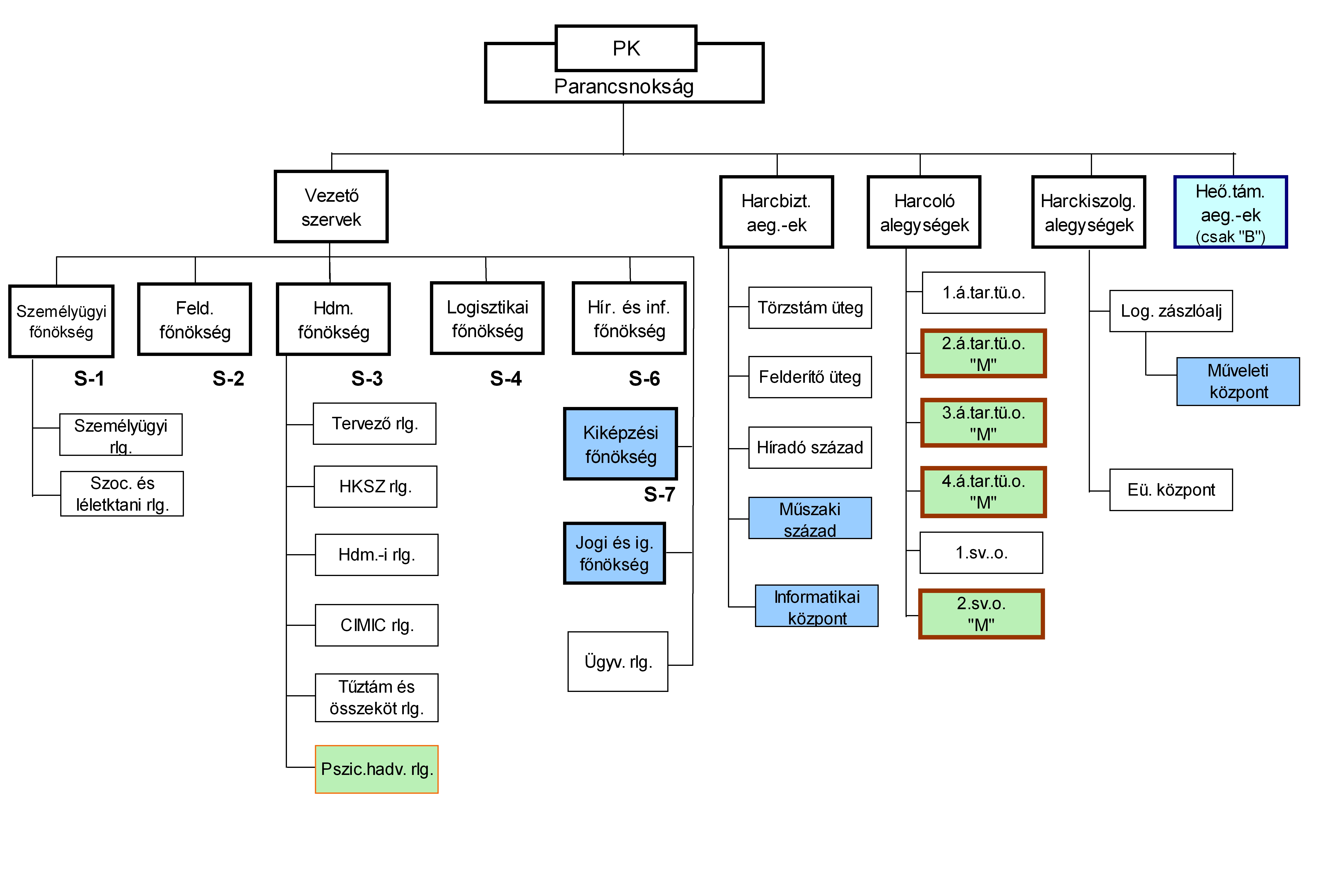
MH 101. Szigetvári Zrínyi Miklós Vegyes Tüzérdandár szervezeti felépítése

- Harckiszolgáló alegységek
  - Logisztikai zászlóalj
  - Műveleti központ
  - Egészségügyi központ

- Helyőrségtámogató alegységek